# Distretto di Bsharre
Il distretto di Bsharre  è un distretto amministrativo del Libano, che fa parte del governatorato del Nord Libano. Il capoluogo del distretto è Bsharre.

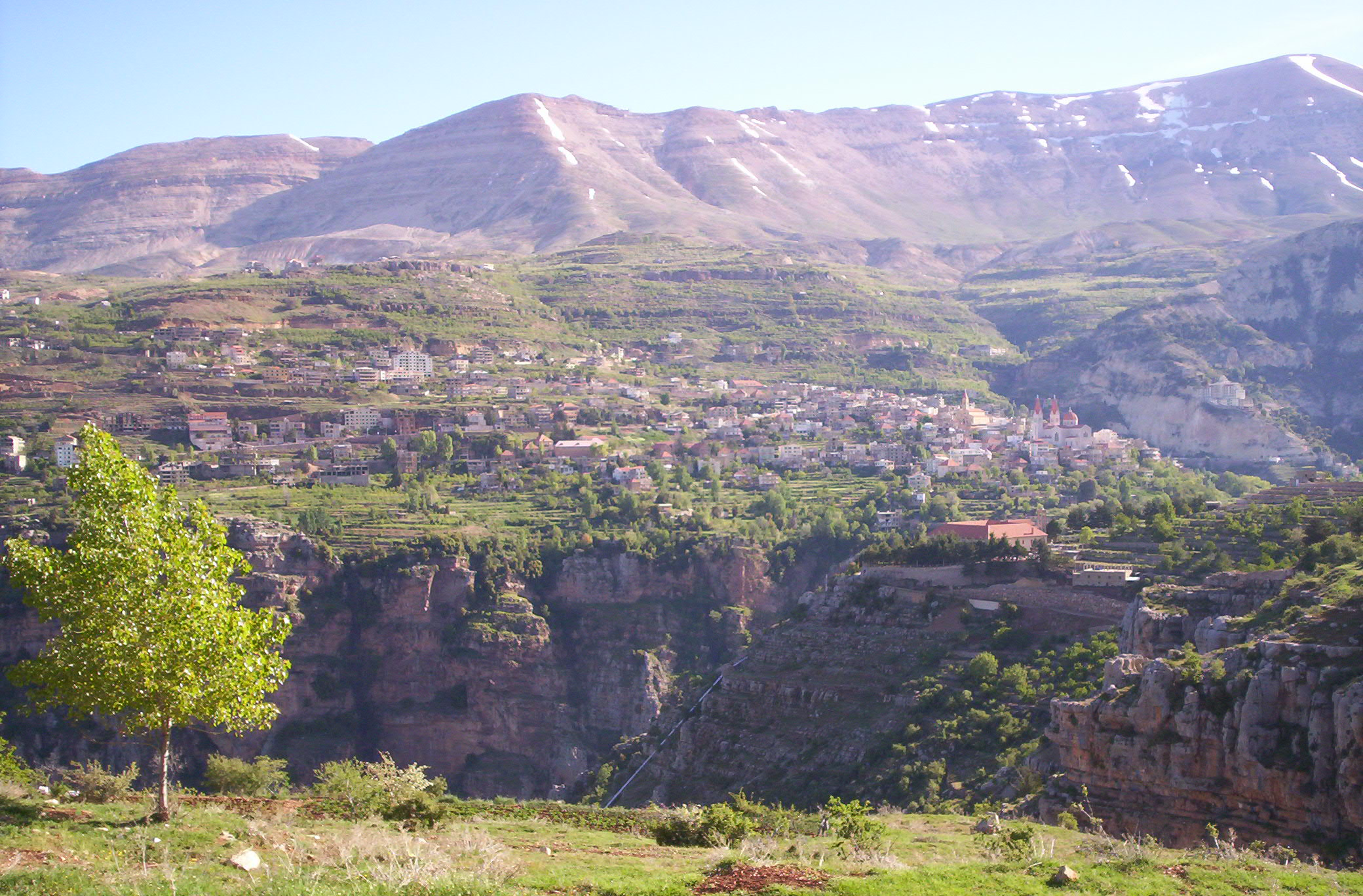
Bsharre